# جامعة دنيبرو للعلوم الإنسانية
جامعة دنيبرو للعلوم الإنسانية مؤسسة تعليم عالي أوكرانية، (بالأوكرانية: Дніпровський гуманітарний університет) هي جامعة تقع في دنيبروبتروفسك أوبلاست, أوكرانيا. تأسست هذه الجامعة في سنة 2003